# 671 Карнеґія
671 Карнеґія (671 Carnegia) — астероїд головного поясу, відкритий 21 вересня 1908 року.
Тіссеранів параметр щодо Юпітера — 3,206.